# Marilyn Ramenofsky
Marilyn Ramenofsky (n. 20 august 1946, Phoenix, Arizona, SUA) este o înotătoare ce a reprezentat Statele Unite ale Americii, medaliată olimpică. A participat la o ediție a Jocurilor Olimpice (1964) în care a câștigat o medalie de argint.

## Participări
Lista de mai jos prezintă principalele competiții la care a participat Marilyn Ramenofsky de-a lungul carierei.
- swimming at the 1964 Summer Olympics – women's 400 metre freestyle[*]